# Macromidia ellenae
Macromidia ellenae – gatunek ważki z rodziny Synthemistidae. Opisał go w 1996 roku Keith D.P. Wilson na podstawie holotypu (samca) i paratypów (dwóch samic) odłowionych w Hongkongu w 1994 i 1995 roku.